# Craspedolepta angusta
Craspedolepta angusta är en insektsart som beskrevs av Loginova 1962. Craspedolepta angusta ingår i släktet Craspedolepta och familjen rundbladloppor. Inga underarter finns listade i Catalogue of Life.